# 내원성가
“내원성가”(來遠城歌)는 고구려 때 지어진 작자 미상의 가요이다. 《고려사》와 《증보문헌비고》 등에 가요의 내용 없이 제목과 유래만 기록되어 있다.
기록에는 고구려 변방의 정주(靜州)섬에 있던 내원성이라는 성에 이민족들을 정착시켰으며, 이 과정에서 관련 노래 또한 “내원성가”로 불리게 되었다고 한다.